# Canton de Pontacq
Le canton de Pontacq est un ancien canton français situé dans le département des Pyrénées-Atlantiques et la région Aquitaine. À partir des élections départementales françaises de 2015, le canton de Pontacq se retrouve englobé dans le canton des Vallées de l'Ousse et du Lagoin.

## Composition
Le canton regroupait 12 communes :
- Barzun
- Espoey
- Ger
- Gomer
- Hours
- Labatmale
- Limendous
- Livron
- Lourenties
- Lucgarier
- Pontacq
- Soumoulou.

## Histoire
- En 1790, le canton comprenait les communes de Barzun, Espoey, Ger, Gomer, Hours, Labatmale, Livron, Lucgarier, Pontacq et Soumoulou.

- De 1840 à 1848, les cantons de Claracq (Nay-Est) et de Pontacq avaient le même conseiller général. Le nombre de conseillers généraux était limité à 30 par département[1].

## Représentation

### Conseillers généraux de 1833 à 2015
| Période                      | Identité                               | Parti                  | Qualité |
| ---------------------------- | -------------------------------------- | ---------------------- | --- |
| 1833-1834 (démission)        | Beauvais Poque (1792-1873)             | Majorité ministérielle | Colonel en retraite, commandant du Château de Pau                                                                                        |
| 1834-1839                    | Jean François Mesmin Poque (1788-1866) |                        | Colonel en retraite, commandant du château de Pau                                                                                        |
| 1839-1840                    | Henri Bataille de Sévignacq            |                        | Propriétaire à Pontacq |
| 1840-1848                    | Édouard Dartigaux (Aîné)               |                        | Président de la Cour royale de Pau |
| 1848-1852                    | Raimond Casaux                         |                        | Médecin, maire d'Espoey |
| 1852-1865                    | Philippe Constant Julien               |                        | Conseiller à la Cour de Pau |
| 1865-1871                    | Léon Daran                             |                        | Médecin à Pau |
| 1871-1872 (décès)            | Pierre-Louis Peyrus                    |                        | Maire de Pontacq (1871-1872) |
| 20 octobre 1872-1888 (décès) | Maximilien Naudé                       | Droite                 | Notaire Maire de Pontacq (1872-1874 et 1876-1878), conseiller d'arrondissement                                                           |
| 1888-1895                    | Gabriel Fourcade                       | Droite                 | Propriétaire à Pontacq |
| 1895-1925                    | Jean-Raymond Hôo-Paris                 | RG                     | Propriétaire à Espoey |
| 1925-1931                    | Pierre Lamazou-Betbeder                | URD                    | Agriculteur à Gomer - Député (1924-1932)                                                                                                 |
| 1931-1937                    | Jean Bignalet                          | Rad.                   | Directeur d'école à Pontacq |
| 1937-1940                    | Henri de Bataille-Furé                 | URD                    | Maire de Pontacq (1935-1944) Nommé conseiller départemental en 1943                                                                      |
|                              |                                        |                        | |
| 1945-1951                    | Jean Bignalet                          | Rad.                   | Maire de Pontacq (1944-1947) |
| 1951-1958                    | Pierre Conte                           | MRP                    | Maire de Pontacq (1947-1965) |
| 1958-1994                    | Gérard Gaston                          | Rad. puis UDF-Rad.     | Représentant en chaussures et commerçant Adjoint au Maire de Pontacq                                                                     |
| 1994-2001                    | Julien Brusset                         | UDF-PR                 | Vétérinaire, maire de Soumoulou |
| 2001-2008                    | Marc Couret                            | DVD                    | retraité à Barzun |
| 2008-2015                    | Marie-Pierre Cabanne                   | PS                     | Attachée territoriale Conseillère régionale , adjointe au maire de Gomer Elue en 2015 dans le canton des Vallées de l'Ousse et du Lagoin |

### Conseillers d'arrondissement (de 1833 à 1940)
| Période                                  | Période          | Identité                            | Étiquette   | Qualité |
| ---------------------------------------- | ---------------- | ----------------------------------- | ----------- | --- |
| 1833                                     | 1839             | M. Laborde                          |             | Tanneur à Pontacq                                                                                           |
| 1839                                     | 1845             | Bernard Davantès-Vignau (1776-1849) |             | Maitre de poste, maire de Soumoulou                                                                         |
| 1845                                     | 1848             | Pierre Rey                          |             | Notaire à Pontacq                                                                                           |
|                                          |                  |                                     |             | |
| 1867                                     | 1872             | Maximilien Naudé                    | Droite      | Notaire, propriétaire à Pontacq                                                                             |
|                                          |                  |                                     |             | |
| 1886                                     | 1891 (démission) | M. Domecq-Turon                     | Républicain | Suppléant du juge de paix, propriétaire à Espoey                                                            |
|                                          |                  |                                     |             | |
| 1928                                     | 1940             | Paul Fouriscot                      | RG          | Président du Conseil d'arrondissement, industriel à Pontacq                                                 |
| 1940                                     |                  |                                     |             | Les conseils d'arrondissement ont été suspendus par la loi du 12 octobre 1940 et n'ont jamais été réactivés |
| Les données manquantes sont à compléter. |                  |                                     |             | |

## Démographie
| 1962  | 1968  | 1975  | 1982  | 1990  | 1999  | 2006  | 2011   | 2012   |
| ----- | ----- | ----- | ----- | ----- | ----- | ----- | ------ | ------ |
| 6 430 | 6 427 | 6 577 | 7 310 | 8 040 | 8 340 | 9 518 | 10 178 | 10 338 |